# 園部琴子
園部 琴子（そのべ ことこ、1992年7月29日 - ）は、日本のプロ雀士、タレント。
東京都出身。 最高位戦日本プロ麻雀協会所属、44期生（前期）。タレントとしての事務所は太田プロダクションに所属。

## プロフィール
テレビで女流プロが麻雀を打つ姿をみて憧れを持ち、プロ雀士を目指して麻雀店でアルバイトを始めて麻雀の勉強を始めた。しかし、プロ雀士への道は簡単ではなく4度の不合格を味わった。その間、竹書房主催の麻雀女子育成企画「近代麻雀学院」でグランプリ第3位となる。
決してあきらめることなく、2020年に最高位戦日本プロ麻雀協会のプロ試験を受験して合格した。
その間にも、タレントとして太田プロダクションに所属して、映画出演やグラビアでも活躍を見せている。

## 人物
- 特技は、激辛料理を食べる事、卓掃(麻雀卓と麻雀牌の掃除)。
- 趣味は、ポーカー、競馬、カラオケ、デパートコスメの収集、漫画を読む、アニメ観賞、映画観賞、舞台観劇。
- 好きな男性のタイプは、「最低じゃない人」。
- 麻雀プロで一番仲のよいのはお互いにプロになる前からの付き合いのある日本プロ麻雀連盟の夏目翠プロ。

## 出演

### テレビ
- 第3回もらい泣きさせ王（テレビ東京)
- やりすぎ地球防衛軍（日本テレビ系列)
- アベマの時間 「指原莉乃&ブラマヨの恋するサイテー男総選挙」地上波スペシャル版 　（テレビ朝日系列)
- 真夜中の保健室第5弾 (日本テレビ系列）
- 浜ちゃんが! テレビに出たい娘がチャンバラ対決!勝者は賞金増やすロケ　（日本テレビ系列）

### 映画
- ほっぷすてっぷじゃんぷッ!（2018） - イチゴ 役
- ほっぷすてっぷじゃんぷッ!2（2018） - イチゴ 役

### 舞台
- 3LDK第10回公演「カサブタかきむしれ!」 - 園部灯 役